# Klein Leine
Klein Leine, niedersorbisch Małe Linje, ist ein Ortsteil der Gemeinde Märkische Heide im Landkreis Dahme-Spreewald in Brandenburg. Bis zur Eingemeindung nach Märkische Heide am 26. Oktober 2003 war Klein Leine eine eigenständige Gemeinde, die vom Amt Märkische Heide verwaltet wurde. Klein Leine liegt im amtlichen Siedlungsgebiet der Sorben/Wenden.

## Lage
Klein Leine liegt in der Niederlausitz nördlich des Spreewaldes. Die Stadt Lübben liegt Luftlinie etwa zehn Kilometer entfernt. Umliegende Ortschaften sind Groß Leine im Norden, der zur Gemeinde Schwielochsee gehörende Ortsteil Siegadel im Nordosten, der zur Gemeinde Spreewaldheide gehörende Ortsteil Waldow im Osten, die Neu Zaucher Ortsteile Caminchen im Süden und Briesensee im Südwesten, Biebersdorf im Westen sowie Dollgen im Nordwesten.
Durch Klein Leine verläuft die Landesstraße 444 von Lübben nach Groß Leine. Die Bundesstraßen 87 und 320 liegen jeweils etwa zwei Kilometer nordwestlich beziehungsweise nördlich von Klein Leine.

## Geschichte
Klein Leine wurde im Jahr 1423 mit der Schreibweise „Cleynen Line“ erstmals urkundlich erwähnt. Der Name stammt aus der sorbische Sprache und beschreibt die Lage an einem See. Westlich des Ortes liegt der Klein Leiner See.
Nach den Beschlüssen des Wiener Kongresses kam Klein Leine im Jahr 1815 an das Königreich Preußen. Dort lag das Dorf im Landkreis Lübben im Regierungsbezirk Frankfurt. Am 25. Juli 1952 wurde Klein Leine dem neu gebildeten Kreis Lübben im Bezirk Cottbus zugeordnet. Nach der Wende lag Klein Leine zunächst im Landkreis Lübben und wurde im Zuge der brandenburgischen Kreisreform vom 6. Dezember 1993 dem Landkreis Dahme-Spreewald zugeordnet. Am 26. Oktober 2003 wurde Klein Leine mit 17 weiteren Gemeinden zu der neuen Gemeinde Märkische Heide zusammengeschlossen.

## Bevölkerungsentwicklung
| Jahr | Einwohner | Jahr | Einwohner |
| ---- | --------- | ---- | --------- |
| 1875 | 197       | 1964 | 200       |
| 1890 | 170       | 1971 | 202       |
| 1910 | 170       | 1981 | 181       |
| 1925 | 171       | 1985 | 167       |
| 1933 | 158       | 1989 | 156       |
| 1939 | 155       | 1995 | 158       |
| 1946 | 250       | 2002 | 164       |
| 1950 | 244       |      |           |

## Windpark Groß Leine-Klein Leine
Im Jahr 2009 wurde in Klein Leine der Windpark Groß Leine-Klein Leine in Betrieb genommen. Der Windpark befindet sich im nördlichen Teil der Gemarkung von Klein Leine an der L 444. Er besteht aus acht Anlagen vom Typ Vestas V90-2MW mit einer Nennleistung von insgesamt 16 MW und wird von der Thüga AG betrieben.